# Episodi di Medici miei
La serie è stata trasmessa su Italia 1 dal 2 settembre alle ore 21:10, con 3 episodi a serata e sospesa per bassi ascolti. Gli ultimi 2 episodi vengono trasmessi per la prima volta durante la replica del programma nella fascia notturna su Italia 2.
| nº | Titolo                     | Prima TV Italia   |
| -- | -------------------------- | ----------------- |
| 1  | Il principio fu il caos    | 2 settembre 2008  |
| 2  | Una situazione esplosiva   | 2 settembre 2008  |
| 3  | Chi va con lo zoppo        | 2 settembre 2008  |
| 4  | Non dire gatto             | 9 settembre 2008  |
| 5  | Troppo incinta             | 9 settembre 2008  |
| 6  | Lo sceicco                 | 9 settembre 2008  |
| 7  | Scoop!                     | 16 settembre 2008 |
| 8  | Corso di autostima         | 16 settembre 2008 |
| 9  | Un cuore matto             | 16 settembre 2008 |
| 10 | La crocerossina dell'amore | 5 maggio 2017     |
| 11 | E io chi sono              | 5 maggio 2017     |

## Il principio fu il caos
- Diretto da:
- Scritto da:

### Trama
Enzo Zanetti è un chirurgo, Gianni Colantuono è il suo miglior amico, nonché suo testimone di nozze ed è il primario, Francesco è un anestesista (chiamato 'il gasista' da Enzo e Gianni per prenderlo in giro), Anthony Ross è un radiologo ed Eleonora (detta Nora) è la capo infermiera. Loro ed altri lavorano nella privilegiata clinica Sanabel, del dottor Riccardo Monatti, figlio di Umberto Monatti, il fondatore deceduto della clinica, gestita da Anna Durkhemin, l'ex moglie di Enzo. Sua nipote Vittoria Colombini (detta Vicky), tirocinante, entra a far parte dell'équipe medica raccomandata dal proprietario della clinica ed ha subito un debole per il dottor Ross, americano.

## Una situazione esplosiva
- Diretto da:
- Scritto da:

### Trama
Un paziente della clinica ha una bomba nel sedere e tutti temono che saltino in aria, ma, grazie ad Enzo, tutti si salvano e la bomba non scoppia.

## Chi va con lo zoppo
- Diretto da:
- Scritto da:

### Trama
Enzo si rompe una gamba ed assume tutte le caratteristiche del Dottor House; tutte le donne gli stanno attorno; ma Gianni farà saltare questo improvviso corteggiamento collettivo.

## Non dire gatto
- Diretto da:
- Scritto da:

### Trama
Bacillo, il gatto nero di Vicky e del dottor Ross si dice porti sfiga perché ogni volta che si poggia sopra ad una persona, questa muore. Allora Gianni e gli altri (all'insaputa di Nora) gli fanno uno scherzo...

## Troppo incinta
- Diretto da:
- Scritto da:

### Trama
Un'ex infermiera della clinica torna incinta. Chi dei maschi dottori sarà il padre?

## Lo sceicco
- Diretto da:
- Scritto da:

### Trama
Enzo investe con la motocicletta un barbone e lo porta in clinica; visto che in clinica ci vanno solo ed esclusivamente persone ricche, lui e Gianni dicono ad Anna che è uno sceicco di Dubai.

## Scoop!
- Diretto da:
- Scritto da:

### Trama
Tiziana Merlo è una giornalista che fa chiudere le cliniche ed ha puntato anche la Sanabel. Enzo e Gianni, quindi la cercano e la fanno stare a suo agio. Ma sarà davvero lei la giornalista?

## Corso di autostima
- Diretto da:
- Scritto da:

### Trama
In clinica si tiene un corso di autostima, ma Enzo e Gianni non lo prendono con serietà.

## Un cuore matto
- Diretto da:
- Scritto da:

### Trama
Enzo è innamorato di Nora e non la vuole far partire per un mese di stage a Parigi per paura che rimanga lì per sempre. Nel frattempo, un finanziatore della clinica si fa trapiantare più di tre volte il suo cuore per motivi razziali, e non solo...

## La crocerossina dell'amore
- Diretto da:
- Scritto da:

### Trama
Trixy, un'attrice porno, fa innamorare Enzo di lei, ma lui scopre che è andata con tutti i medici della clinica, e non solo medici...

## E io chi sono
- Diretto da:
- Scritto da:

### Trama
Enzo è stressato dal lavoro e Vicky gli dà delle pasticche di Ibiza che lo straniscono e lui le dà anche a Gianni. I due trattano male Anna e lei torna dall'ex marito.